# Лі де Форест
Лі́ де Фо́рест (англ. Lee De Forest; 26 серпня 1873 — 30 червня 1961) — американський винахідник, володар понад 300 патентів на винаходи, творець тріодної лампи або аудіона (лампового детектора і підсилювача), на котрих до винайдення в 1947 році транзистора базувались всі радіоелектронні системи. За це він вважається одним з фундаторів «епохи електроніки». Є також автором розробки методу оптичного запису звуку на кіноплівці.
Був почесним членом Інституту радіоінженерів — одного з двох попередників IEEE. Нагороджений медаллю пошани IEEE (1922) та медаллю Едісона (1946).

## Походження та молоді роки (1873—1899)
Лі де Форест народився у місті Консіл-Блафс (штат Айова) у сім'ї Генрі Свіфта де Форест та Анни Маргарет Роббінс.
Його батько був священиком-конгрегаціоналістом і сподівався, що його син теж стане священиком. Батько погодився зайняти пост директора Талладізького коледжу, традиційно афроамериканської місіонерської школи у місті Талладіга (штат Алабама), де Лі провів більшу частину своєї молодості. Більшість жителів з білої громади обурювалися зусиллями батька у справі освіти чорних студентів. Лі де Форест мав декількох друзів серед афроамериканських дітей у місті.
Для підготовки до навчання у коледжі у 1891-му Лі де Форест поступив у школу Маунт Гермон у Нортфілді штату Массачусетс, по тім у 1893 році записався до Шеффілдської наукової школи (Нью-Гейвен, Коннектикут) при Єльському університеті на стипендію в розмірі 300 доларів на рік, встановлену для родичів Девіда де Фореста. Одного вечора як допитливий винахідник, він втрутився у систему електропостачання та знеструмив весь університет, що призвело до відсторонення його від занять. Проте, в кінцевому підсумку йому дозволили завершити навчання. Витрати на прожиття він частково покривав доходами від винаходів механічних пристроїв та створюваних ним пазлів, якими інколи зацікавлював деякі компанії. У 1896 році він, отримавши ступінь бакалавра, вирішує залишитися в Єлі в аспірантурі.
Важливу роль у виборі вченого та набутті ним індивідуального напрямку досліджень й знаходженні шляхів до їх здійснення, зіграли лекції Дж. В. Гіббза, які він відвідував протягом трьох років. Перший курс дався важко, зміст здавався Лі де Форесту абсолютно абстрактним, а векторний аналіз — непридатним для вирішення фізичних завдань. І все-таки запис в його щоденнику, що припадає на кінець першого року навчання свідчить:
Уся моя душа горить бажанням, палає невимовним прагненням вчитися і поглинається вогнем пориву до дослідження. Я повинен дізнатися ці істини, оволодіти засобами дослідження, освоїтися з методами знаходження доказів, глибоко проникнути у ці нові області, які полонять своїми таємничими істинами і просто-таки нереальними результатами.
А дещо раніше: «…Математика у Кларка, Пірпонта і Гіббза. Останній — велика людина, з якою я хочу бути разом стільки ж через його характер, скільки завдяки його лекціям та думкам. Написав Теслі, просив поради; він вітає мене з тим, що Гіббз приділяє мені увагу. Я сказав Гіббзу, що́ я і Тесла задумали».
Другий рік занять у Дж. В. Гіббза був присвячений теорії електрики і магнетизму — в розумінні своїх інтересів у аспіранта з'являється конкретність, він знаходить у заняттях математикою «найбільшу практичну цінність», що дає також і повноцінне проникнення у розвиток ходу думок Дж. Максвелла, — він сподівається завдяки цим лекціям наблизитися до можливості такого ж глибокого розуміння світлових і хвильових явищ — до «створення повнішої теорії коливань і хвиль, до передачі за їх допомогою знань та енергії». Він вирішує залишитися ще на один курс, що в подальшому сам буде розцінювати як одне з найважливіших рішень у своєму житті. І хоч робота над дисертацією на здобуття докторського ступеня, який він отримав у 1899 році, носила експериментальний характер і, будучи присвячена поширенню електромагнітних хвиль уздовж провідників, здійснювалася під керівництвом професора Райта, пізніше де Форест напише:
Я й зараз пам'ятаю мою бурхливу радість, коли великий учитель увійшов в мою підвальну лабораторію, де я у загальних рисах виклав йому свою роботу.

## Винайдення аудіона (1900-1908)

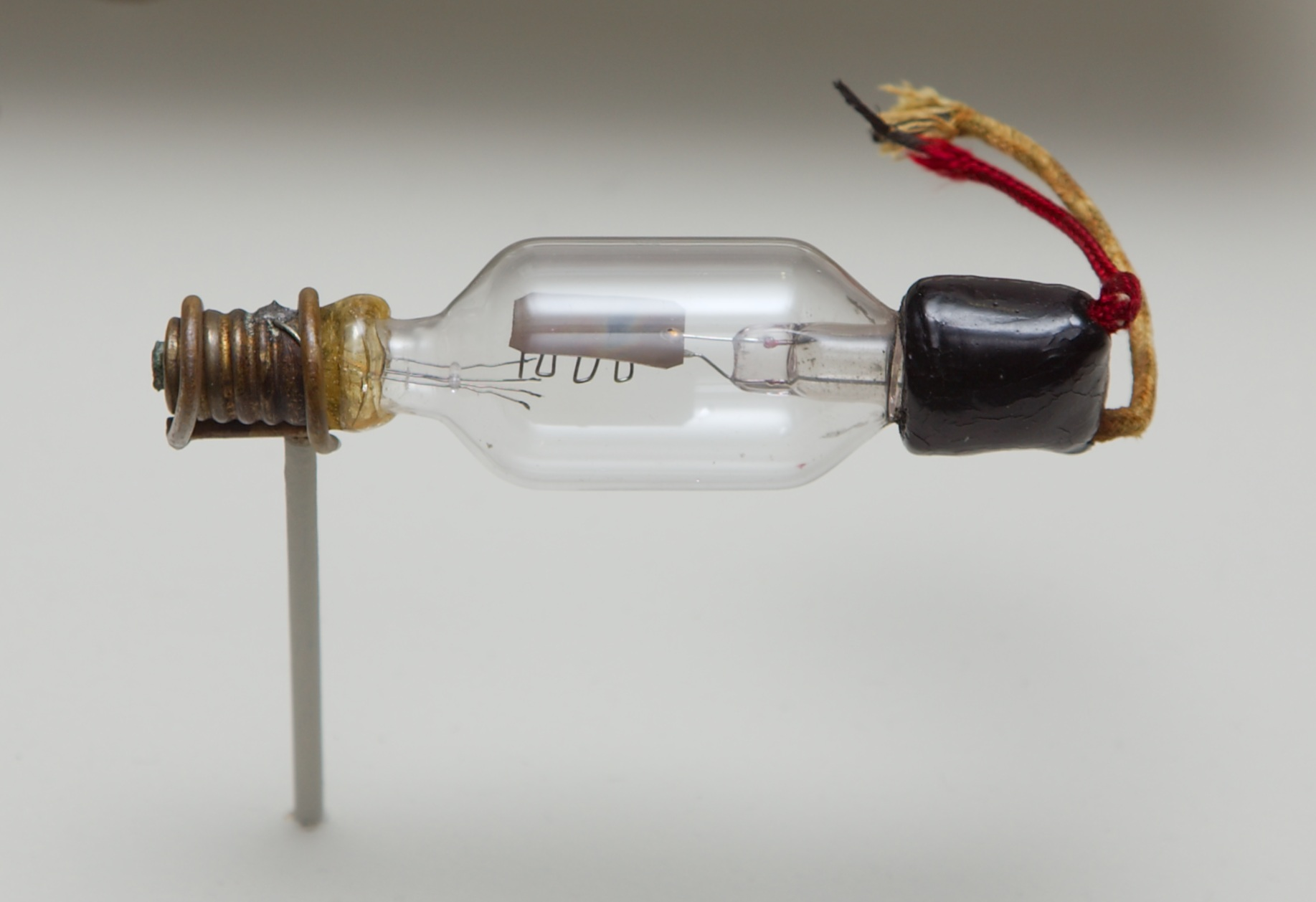
Аудіон де Фореста 1906 року

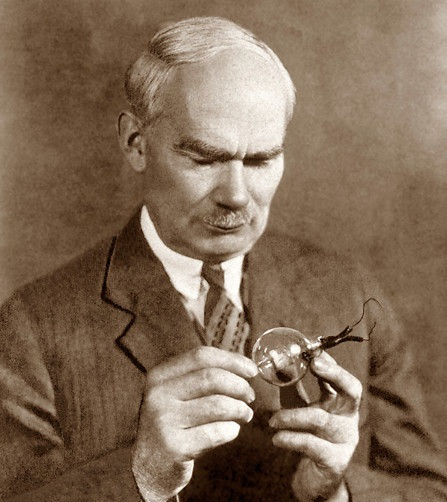
Лі де Форест зі своїм головним винаходом

Де Форест був впевнений, що радіотелеграфний зв'язок очікує велике майбутнє (тоді той носив назву «бездротова телеграфія»), але італієць Гульєльмо Марконі, який отримав свій перший патент у 1896 році, на той час уже досяг вражаючих успіхів як у Європі, так і у США. Одним недоліком підходу Марконі було використання когерера у ролі чутливого елемента, який, для забезпечення неперервного прийому був надто повільним (після кожного отриманого коду Морзе крапки або тире, його потрібно було струшувати, щоб відновити роботу), не достатньо чутливий та не дуже надійний. Де Форест вирішив розробити кращу систему, включаючи самовідновний детектор, який міг би забезпечити сприйняття сигналів на слух, тим самим зробивши його спроможним приймати слабкіші сигнали, а також збільшити швидкість передавання коду Морзе. Для досягнення цієї мети у 1902 Лі де Форест заснував власну компанію «American DeForest Wireless Telegraph Company».
У 1903 році де Форест виконав вдалий і перспективний дослід. Між двома платиновими обкладками повітряного конденсатора розташовувалось полум'я пальника, а на плазму полум'я всередині конденсатора діяло поле електромагнітної котушки, увімкненої між антеною і землею. За допомогою цього детектора Лі де Форест прийняв сигнали із судна, що стояло у Нью-Йоркській гавані. Але застосувати такий пристрій на практиці було важко. «Було очевидно, що для суднової радіостанції пристрій із газовим полум'ям є неприйнятним, — записав винахідник, — тому я став шукати спосіб нагрівати газ безпосередньо електричним струмом»
Найпростіше для цієї мети було використовувати звичайну едісонівську електролампочку, увівши туди платинові пластинки електродів і обернувши частиною приймальної котушки скляний балон лампи. Згодом, роль одного з платинових електродів взяла на себе розпечена нитка лампи. Радіоприймач з таким детектором працював не гірше за інших аналогічних приладів, але і не краще.
У 1904 році передавач і приймач де Фореста, перші у своєму роді, були встановлені на борту пароплава «Хаймун», зафрахтованого газетою «Таймс».
Проводячи численні досліди, Лі де Форест одного разу обгорнув скляний балон лампи металічною фольгою, з'єднаною з антеною. Приймач став чутливішим. «У той момент, — згадує вчений, — я зрозумів, що ефективність лампи може бути збільшена, якщо третій електрод помістити всередину». Експериментатор це і зробив. Якість прийому зросла.
Найбільш вдалою виявилась конструкція, у якій роль одного електрода виконувала нитка розжарювання лампочки, поміщена в інший електрод у вигляді циліндра. Між ними розташовувався третій електрод, виконаний у вигляді дротової спіралі.
Інтерес Фореста до безпровідної телеграфії привів його до винайдення аудіона
у 1906 році. Він запатентував спочатку 13 листопада 1906 (U.S. Patent 841,386) двоелектродну версію приладу для виявлення електромагнітних хвиль, як варіант вентиля Флемінга, винайденого за два роки до цього. Нововведення де Фореста полягало в тому, що він застосував діод для обробки сигналу, а вентиль Флемінга використовувався в силових ланцюгах. Згодом, 18 лютого 1908 винахідник отримав патент на триелектродну версію (U.S. Patent 879,532). Аудіон мав уже три електроди: анод, катод і сітку, що дозволило йому не лише детектувати, але й підсилювати прийнятий радіосигнал.
Основна новизна винаходу Фореста порівняно з раніше винайденим діодом полягала в тому, що він ввів третій електрод — сітку, між катодом (ниткою розжарення) і анодом. В результаті тріод (або триелектродна вакуумна лампа) міг служити підсилювачем електричних сигналів або, що не менш важливо, у ролі швидкого (для свого часу) електронного елементу перемикання, тобто міг застосовуватися у цифровій електроніці (комп'ютерах). Тріод мав життєво важливе значення в розробці протяжних трансконтинентальних ліній телефонного зв'язку, в радарах та інших радіопристроях і став найважливішим винаходом в електроніці у першій половині XX століття, починаючи від появи радіо у 1890-х роках
Де Форест, проте, неправильно пояснював принципи роботи свого винаходу, за нього це зробили інші. Він стверджував, що робота пристрою ґрунтується на потоці іонів, який створюється в газі, і попереджав, що не можна відкачувати газ, створюючи в лампі вакуум. Тому його перші прототипи аудіона ніколи не давали хорошого підсилення. Інший американський винахідник Едвін Армстронг першим коректно пояснив роботу аудіона, а також удосконалив його так, що той реально став підсилювати сигнал.
18 липня 1907 року де Форест передав перше повідомлення судно-берег з парової яхти «Тельма». Повідомлення забезпечило швидке передавання точних результатів щорічної парусної регати Міжозерної асоціації яхтсменів. Повідомлення прийняв його асистент Франк Бутлер у Монровіллі (штат Огайо) у павільйоні Фокс Док на острові Саут-Басс на озері Ері .
Один із основоположників квантової механіки Луї де Бройль скаже у 1956 році:
...Це велике відкриття послужило службу не лише техніці. І не лише, підкреслимо це, аналізу роботи пристроїв такого роду, не лише все глибшому вивченню динаміки електронів. Воно зробило неоціненну послугу електроніці як науці і значно сприяло її розвитку; крім того, воно надало всім працівникам лабораторій у всіх галузях науки прилади, які стали сьогодні необхідними допоміжними засобами у їх дослідженнях. Отже, це великий винахід, незалежно від його незліченних технічних застосувань, став одним з найбільших факторів прогресу чистої науки протягом останнього півстоліття. / Сказаного, на мій погляд, досить, для того щоб зрозуміти, чому не лише інженери і техніки, але також фізики та фахівці усіх галузей науки повинні сьогодні всі разом висловити Лі де Форест свою повагу, а також свою вдячність і своє захоплення.

## Зрілий вік
Форест вважається родоначальником громадського радіомовлення, після того, як 12 січня 1910 він провів експериментальний ефір частини живого виконання опери «Тоска», а на наступний день 13.01.1910 — вистави «Сільська честь» (італ. Cavalleria rusticana) зі сцени театру Метрополітен-опера в Нью-Йорку за участю італійського тенора Енріко Карузо.
У 1910 році Форест переїхав в Сан-Франциско на роботу у Федеральній Телеграфної Компанії, яка в 1912 році почала розробку першої глобальної системи радіозв'язку.
У 1913 році Форест продав свій патент на тріод компаніям AT&T та Bell Systems за 50 тисяч доларів.

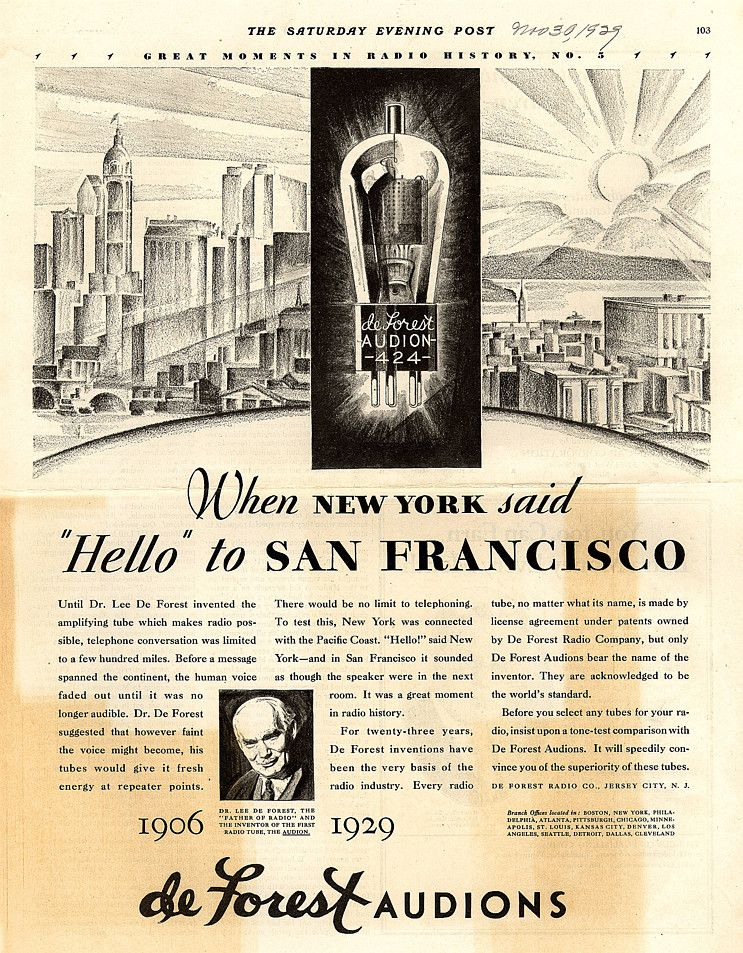
Повідомлення про винахід